# Влад Пашов (писател)
Влад Пашов е български писател езотерик.

## Биография
Роден е в село Поибрене, Панагюрско на 11 септември 1902 г. Баща му е убит във война. Като млад се увлича по идеите на руския анархист Пьотър Кропоткин. В гимназията преподавател му е Боян Боев, ученик на Петър Дънов. Той го запознава с неговите идеи и философия.
През 1923 г. заедно с други двама последователи основава първата братска печатница на ул. „Оборище“ 14. Участва в списването на списание „Житно зърно“, подготвя статии за вестник „Братство“. Влад Пашов е автор на първия труд по астрология на български език. Пише и много лекции, които оставя на местата, където бива поканен за лектор. Умира на 5 февруари 1974 г.
Според писателя богомилството е окултно учение, което е предавано през всичките векове на човешкото развитие под различни форми. Негова е мисълта „Онези, които са приели импулса на Любовта, у тях е умрял старият човек на крайния индивидуализъм и егоизъм. Те са силни индивидуалности, но индивидуалности впрегнати на работа за общото благо – благото на цялото човечество.“
Приема школата на Рудолф Щайнер като друг важен клон на Бялото братство като източник на ценни познания – напр. биодинамичното земеделие, антропософската медицина и архитектура, валдорфската педагогика и много други.

## Книги
- Историческият път на Бялото Братство през вековете - 8-томно издание[2]
- Богомилството - път на съвършените Архив на оригинала от 2022-02-13 в Wayback Machine.
- Необикновеният живот на учителя Петър Дънов. Свидетелства на очевидци
- Пътища и методи за влизане във връзка с невидимия свят
- Живот след смъртта на физическото тяло
- Имам дом Неръкотворен - 1 и 2
- Херметична астрология[неработеща препратка]
- Писма от Влад Пашов
- Произход и развитие на човека според окултната наука
- Космическият и земният човек
- Духовното ръководство на човека и човечеството